# Golinda
Golinda è un centro abitato degli Stati Uniti d'America, situato nella contea di Falls dello Stato del Texas. Parti del suo territorio sono comprese nei confini della contea di McLennan.
La popolazione era di 559 persone al censimento del 2010. La porzione nella contea di McLennan fa parte dell'area metropolitana di Waco.

## Geografia fisica
Golinda è situata a 31°22′39″N 97°04′29″W (31.377615, -97.074772).
Secondo lo United States Census Bureau, ha un'area totale di 4,2 miglia quadrate (10.7 km²).

## Società

### Evoluzione demografica
Secondo il censimento del 2000, c'erano 423 persone, 171 nuclei familiari e 128 famiglie residenti nella città. La densità di popolazione era di 101,8 persone per miglio quadrato (39,4/km²). C'erano 185 unità abitative a una densità media di 44,5 per miglio quadrato (17,2/km²). La composizione etnica della città era formata dal 76,36% di bianchi, il 19,15% di afroamericani, lo 0,24% di asiatici, il 4,26% di altre razze. Ispanici o latinos di qualunque razza erano l'8,27% della popolazione.
C'erano 171 nuclei familiari di cui il 24,6% aveva figli di età inferiore ai 18 anni, il 62,0% erano coppie sposate conviventi, l'8,8% aveva un capofamiglia femmina senza marito, e il 24,6% erano non-famiglie. Il 24,0% di tutti i nuclei familiari erano individuali e il 12,9% aveva componenti con un'età di 65 anni o più che vivevano da soli. Il numero di componenti medio di un nucleo familiare era di 2,47 e quello di una famiglia era di 2,89.
La popolazione era composta dal 20,1% di persone sotto i 18 anni, il 7,1% di persone dai 18 ai 24 anni, il 26,2% di persone dai 25 ai 44 anni, il 27,2% di persone dai 45 ai 64 anni, e il 19,4% di persone di 65 anni o più. L'età media era di 42 anni. Per ogni 100 femmine c'erano 92,3 maschi. Per ogni 100 femmine dai 18 anni in giù, c'erano 89,9 maschi.
Il reddito medio di un nucleo familiare era di 32.955 dollari, e quello di una famiglia era di 38.472 dollari. I maschi avevano un reddito medio di 21.979 dollari contro i 22.159 dollari delle femmine. Il reddito pro capite era di 14.136 dollari. Circa l'8,8% delle famiglie e il 7,9% della popolazione erano sotto la soglia di povertà, incluso il 10,6% di persone sotto i 18 anni e il 13,8% di persone di 65 anni o più.